# Campionati mondiali juniores di sci alpino 2001
I Campionati mondiali juniores di sci alpino 2001, 20ª edizione della manifestazione organizzata dalla Federazione Internazionale Sci, si svolsero in Svizzera, a Verbier, dal 5 all'11 febbraio; il programma incluse gare di discesa libera, supergigante, slalom gigante, slalom speciale e combinata, sia maschili sia femminili.

## Risultati

### Uomini

#### Discesa libera
| Pos. | Atleta               | Nazione  | Tempo   |
| ---- | -------------------- | -------- | ------- |
| 1    | Thomas Graggaber     | Austria  | 1:30,23 |
| 2    | Silvan Zurbriggen    | Svizzera | 1:31,32 |
| 3    | Christoph Kornberger | Austria  | 1:31,49 |
| 4    | Johan Clarey         | Francia  | 1:31,58 |
| 4    | Jan Hudec            | Canada   | 1:31,58 |
| 6    | Peter Struger        | Austria  | 1:31,66 |
| 7    | Patrick Bechter      | Austria  | 1:31,75 |
| 8    | Peter Fill           | Italia   | 1:31,78 |
| 9    | Georg Streitberger   | Austria  | 1:31,82 |
| 10   | Stefan Thanei        | Italia   | 1:31,86 |

Data: 5 febbraio

#### Supergigante
| Pos. | Atleta                | Nazione  | Tempo   |
| ---- | --------------------- | -------- | ------- |
| 1    | Christoph Kornberger  | Austria  | 1:28,17 |
| 2    | Peter Struger         | Austria  | 1:29,00 |
| 3    | Gauthier de Tessières | Francia  | 1:29,58 |
| 4    | Julien Cousineau      | Canada   | 1:29,63 |
| 5    | Thomas Graggaber      | Austria  | 1:29,74 |
| 6    | Georg Streitberger    | Austria  | 1:29,75 |
| 7    | Benjamin Girier       | Francia  | 1:30,21 |
| 8    | Damien Ravoire        | Francia  | 1:30,57 |
| 9    | Ole Magnus Kulbeck    | Norvegia | 1:30,61 |
| 10   | David Poisson         | Francia  | 1:30,66 |

Data: 7 febbraio

#### Slalom gigante
| Pos. | Atleta                | Nazione  | Tempo   |
| ---- | --------------------- | -------- | ------- |
| 1    | Hannes Reiter         | Austria  | 2:08,79 |
| 2    | Hans Grugger          | Austria  | 2:08,86 |
| 3    | Peter Fill            | Italia   | 2:08,92 |
| 4    | Patrick Bechter       | Austria  | 2:08,98 |
| 5    | Thomas Graggaber      | Austria  | 2:09,30 |
| 6    | Gauthier de Tessières | Francia  | 2:09,32 |
| 6    | Alberto Schieppati    | Italia   | 2:09,32 |
| 8    | Mathias Briker        | Svizzera | 2:09,37 |
| 9    | Erik Guay             | Canada   | 2:09,54 |
| 10   | Peter Struger         | Austria  | 2:09,58 |

Data: 8 febbraio

#### Slalom speciale
| Pos. | Atleta           | Nazione   | Tempo   |
| ---- | ---------------- | --------- | ------- |
| 1    | Stefan Kogler    | Germania  | 1:25,72 |
| 2    | Roman Gröbmer    | Italia    | 1:26,19 |
| 3    | Cristian Deville | Italia    | 1:26,37 |
| 4    | Robi Perren      | Svizzera  | 1:26,46 |
| 5    | Ryan Semple      | Canada    | 1:26,51 |
| 6    | Akira Sasaki     | Giappone  | 1:26,52 |
| 7    | Jukka Rajala     | Finlandia | 1:26,71 |
| 8    | Luca Tiezza      | Italia    | 1:26,97 |
| 9    | Felix Neureuther | Germania  | 1:27,08 |
| 10   | Andrej Šporn     | Slovenia  | 1:27,28 |

Data: 8 febbraio

#### Combinata
| Pos. | Atleta               | Nazione     |
| ---- | -------------------- | ----------- |
| 1    | Patrick Bechter      | Austria     |
| 2    | Luca Tiezza          | Italia      |
| 3    | Christoph Kornberger | Austria     |
| 4    | Peter Fill           | Italia      |
| 5    | Johan Clarey         | Francia     |
| 6    | Jake Zamansky        | Stati Uniti |

Data: 5-8 febbraio

Classifica stilata attraverso i piazzamenti ottenuti
in discesa libera, slalom gigante e slalom speciale

### Donne

#### Discesa libera
| Pos. | Atleta               | Nazione     | Tempo   |
| ---- | -------------------- | ----------- | ------- |
| 1    | Astrid Vierthaler    | Austria     | 1:33,56 |
| 2    | Maria Holaus         | Austria     | 1:33,68 |
| 3    | Maria Riesch         | Germania    | 1:34,29 |
| 4    | Isabelle Huber       | Germania    | 1:34,45 |
| 5    | Sabrina Beer         | Germania    | 1:34,52 |
| 6    | Fränzi Aufdenblatten | Svizzera    | 1:34,67 |
| 7    | Martina Schild       | Svizzera    | 1:34,78 |
| 8    | Julia Mancuso        | Stati Uniti | 1:34,93 |
| 9    | Nicole Hosp          | Austria     | 1:34,94 |
| 9    | Ingrid Rumpfhuber    | Austria     | 1:34,94 |

Data: 6 febbraio

#### Supergigante
| Pos. | Atleta            | Nazione  | Tempo   |
| ---- | ----------------- | -------- | ------- |
| 1    | Kathrin Wilhelm   | Austria  | 1:33,54 |
| 2    | Maria Riesch      | Germania | 1:33,75 |
| 3    | Martina Schild    | Svizzera | 1:33,84 |
| 4    | Carolina Ruiz     | Spagna   | 1:33,90 |
| 5    | Christiane Bauer  | Germania | 1:33,98 |
| 6    | Kathrin Hölzl     | Germania | 1:34,34 |
| 7    | Ingrid Rumpfhuber | Austria  | 1:34,79 |
| 8    | Lea Dabič         | Slovenia | 1:34,95 |
| 9    | Marion Rolland    | Francia  | 1:35,23 |
| 10   | Astrid Vierthaler | Austria  | 1:35,34 |

Data: 7 febbraio

#### Slalom gigante
| Pos. | Atleta               | Nazione     | Tempo   |
| ---- | -------------------- | ----------- | ------- |
| 1    | Fränzi Aufdenblatten | Svizzera    | 2:16,31 |
| 2    | Lucie Hrstková       | Rep. Ceca   | 2:16,46 |
| 3    | Carolina Ruiz        | Spagna      | 2:16,63 |
| 4    | Christine Sponring   | Austria     | 2:17,41 |
| 5    | Kathrin Wilhelm      | Austria     | 2:17,51 |
| 6    | Tina Maze            | Slovenia    | 2:17,54 |
| 7    | Ingrid Rumpfhuber    | Austria     | 2:17,83 |
| 8    | Maia Barmettler      | Svizzera    | 2:17,86 |
| 9    | Jessica Kelley       | Stati Uniti | 2:18,03 |
| 10   | Miriam Gschnitzer    | Italia      | 2:18,35 |

Data: 10 febbraio

#### Slalom speciale
| Pos. | Atleta             | Nazione     | Tempo   |
| ---- | ------------------ | ----------- | ------- |
| 1    | Christine Sponring | Austria     | 1:16,53 |
| 2    | Maia Barmettler    | Svizzera    | 1:19,40 |
| 3    | Emma Pezzedi       | Italia      | 1:19,53 |
| 4    | Lea Dabič          | Slovenia    | 1:19,70 |
| 5    | Lindsey Vonn       | Stati Uniti | 1:20,13 |
| 6    | Cornelia Städler   | Svizzera    | 1:20,56 |
| 7    | Julia Mancuso      | Stati Uniti | 1:20,76 |
| 8    | Chemmy Alcott      | Regno Unito | 1:20,93 |
| 9    | Dagmara Krzyżyńska | Polonia     | 1:21,08 |
| 10   | Nicole Hosp        | Austria     | 1:21,99 |

Data: 10 febbraio

#### Combinata
| Pos. | Atleta               | Nazione     |
| ---- | -------------------- | ----------- |
| 1    | Maria Riesch         | Germania    |
| 2    | Fränzi Aufdenblatten | Svizzera    |
| 3    | Julia Mancuso        | Stati Uniti |
| 4    | Lea Dabič            | Slovenia    |
| 5    | Chemmy Alcott        | Regno Unito |
| 6    | Nicole Hosp          | Austria     |

Data: 6-10 febbraio
Classifica stilata attraverso i piazzamenti ottenuti
in discesa libera, slalom gigante e slalom speciale

## Medagliere per nazioni
| Pos. | Nazione     | Oro | Argento | Bronzo | Totale |
| ---- | ----------- | --- | ------- | ------ | ------ |
| 1    | Austria     | 7   | 3       | 2      | 12     |
| 2    | Germania    | 2   | 1       | 1      | 4      |
| 3    | Svizzera    | 1   | 3       | 1      | 5      |
| 4    | Italia      | 0   | 2       | 3      | 5      |
| 5    | Rep. Ceca   | 0   | 1       | 0      | 1      |
| 6    | Francia     | 0   | 0       | 1      | 1      |
| 6    | Spagna      | 0   | 0       | 1      | 1      |
| 6    | Stati Uniti | 0   | 0       | 1      | 1      |